# María Isabel (telenovela 1966)
María Isabel è una telenovela messicana, creata da Yolanda Vargas Dulche e trasmessa nel 1966 dall'emittente Telesistema Mexicano.